# Bleu saphir

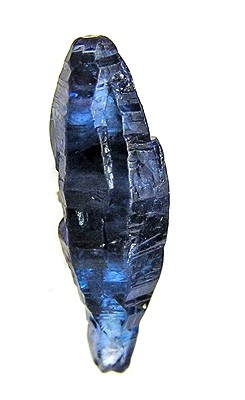
Saphir brut.

Le bleu saphir ou, plus rarement, safre, est un nom de couleur utilisé dans la décoration, la mode, les arts graphiques, pour désigner une nuance de bleu par une allusion valorisante à la pierre précieuse saphir.
La pierre elle-même a une couleur variable, et n'a jamais servi à la fabrication de pigments ; la teinte s'obtient par des mélanges de matières colorantes.

## Nuances
Le saphir a une courbe de transmittance décroissant régulièrement à partir de 400 nm, passant en dessous des 10 % à 550 nm, au milieu du spectre visible, dans les verts. Sa couleur est d'un bleu qui tire légèrement sur le vert.
Le  nuancier RAL indique RAL 5003 bleu saphir.
Dans les nuanciers de marchands de couleur, on trouve 150 bleu saphir,  048  bleu saphir,  620 , 621 bleu saphir,  622 .

## Histoire
En 1805, Bleu saphir décrit, dans l'Encyclopédie méthodique, la couleur d'une solution d'oxyde de cuivre.
En 1861, Michel-Eugène Chevreul inclut le saphir dans sa liste des « objets les plus connus qui correspondent » aux couleurs de son premier cercle chromatique, curieusement à la position 5 bleu 11 ton, proche du bleu-violet. Il a évalué la couleur d'après un corindon télésie saphir du Muséum (op.cit., p. 274).
En 1905, le Répertoire des couleurs de la Société des chrysanthémistes donne une nuance Bleu saphir, en accord avec les fabricants de soierie de Lyon.